# Microvalgus scutellaris
Microvalgus scutellaris är en skalbaggsart som beskrevs av Blackburn 1894. Microvalgus scutellaris ingår i släktet Microvalgus och familjen Cetoniidae. Inga underarter finns listade i Catalogue of Life.